# HC Eindhoven
Hockey Club Eindhoven is een hockeyclub uit Eindhoven.

## Geschiedenis
De club is in 2000 ontstaan uit een fusie van HC Racing (opgericht in 1950) en PSV Tegenbosch. PSV Tegenbosch is ook weer ontstaan uit een fusie (in 1983) van HTCC (opgericht in 1917) en HTC Eindhoven 1942. De mannen van HTCC hebben de landstitel eenmaal bemachtigd in 1971.